# جغرافیای اینترنت
جغرافیای اینترنت، که جغرافیای سایبری نیز نامیده می‌شود، زیرشاخه‌ای از جغرافیا است که سازماندهی فضایی اینترنت را از دیدگاه‌های اجتماعی، اقتصادی، فرهنگی و فناوری مطالعه می‌کند.
فرض اصلی جغرافیای اینترنت این است که مکان سرورها، وب‌سایت‌ها، داده‌ها، خدمات و زیرساخت‌ها، کلید درک توسعه و پویایی اینترنت است. به عنوان مثال، توپولوژی اینترنت را می‌توان با تعیین سرعت انتقال داده‌ها بین نقاط با استفاده از روش‌هایی مانند پینگ، ترسیم کرد.
یکی از مباحث تحت پوشش این رشته، جغرافیای اطلاعات است. به عنوان مثال، برنامه‌هایی که به اینترنت متصل می‌شوند، مانند موتورهای جستجو و برنامه‌های رسانه‌های اجتماعی، کاربران را قادر می‌سازند تا انبوه اطلاعات موجود در اینترنت را مرتب‌سازی و مشاهده کنند.
موضوع دیگری که جغرافیای اینترنت بررسی می‌کند، شکاف‌های دیجیتالی است.